# 史在甲
史在甲（？—？）。字甡忠，号慎齋，宁波府鄞县人，清朝政治人物。

## 生平
当生于清初宁波府鄞县，今宁波市鄞州区一带，南宋东钱湖史氏中藤下史氏之后。清朝浙江首位状元史大成的侄子，有误传为史大成之子，族谱中记作史大成從子。是个遗腹子，8岁又丧母成为孤儿。補諸生，40多岁了才于康熙五十二年（1713年）癸巳恩科殿試考中进士。
康熙帝闻知史在甲是史大成之侄，特别关照，特选庶吉士（康熙52年至54年），授翰林院編修。外派任山西汾州府知府，有很大政绩，被雍正帝称作“晉省第一清官”。雍正帝对他评价很高，“忠厚實在，正人，甚可取”，又认为他是“大器”。雍正4年至6年，任廣東鹽運使。雍正6年，出任山西按察使。雍正6年至7年，任山西通政使司右通政。雍正7年至10年，遍历光祿寺卿、太常寺卿、大理寺卿。雍正10年至11年，任都察院左副都御史。雍正11年，任禮部右侍郎。以足疾和老迈上疏雍正帝致仕归乡。卒年64岁。

## 轶事
史早年家贫，上京赶考没有盘缠。有挑夫资助。史考中进士发达后再寻回当年的挑夫，厚待他为长者，传为美谈。

## 家族
叔父史大成，二人有“叔侄侍郎”之称，史大成官至礼部左侍郎，而史在甲官至礼部右侍郎，一左一右，都在礼部致仕。